# Panaeolus cyanescens
Panaeolus cyanescens es una especie de hongo psilocibio.

## Descripción
Panaeolus cyanescens es un hongo que pertenece a la familia Bolbitiaceae. Tiene un sombrero pequeño y cónico de color marrón oscuro a casi negro cuando está húmedo, y su tamaño oscila entre 1 y 5 centímetros de diámetro. A medida que el hongo madura, el sombrero se aplana y desarrolla un borde ondulado. La característica más distintiva de esta especie es la capacidad de azulear o volverse azul al ser tocada o manipulada.

## Distribución
Es una especie que se encuentra en varias regiones del mundo, incluyendo partes de América del Norte, América Central, América del Sur, Europa, Asia y Australia. Prefiere crecer en climas tropicales y subtropicales, aunque también se ha observado en áreas más templadas.

## Hábitat
Panaeolus cyanescens es un hongo saprófito que se encuentra típicamente en estiércol de vaca o búfalo, especialmente en pastizales. También puede crecer en otros tipos de materia orgánica en descomposición, como heno o compost.